# Leibnitz (cratère)
Pour les articles homonymes, voir Leibnitz (homonymie).
Leibnitz est un cratère lunaire dans l'hémisphère sud de la face cachée de la Lune au sud-est de la Mare Ingenii. Il est nommé en l'honneur de Gottfried Wilhelm Leibniz, philosophe, mathématicien et scientifique polymathe allemand des XVIIe et XVIIIe siècles.

## Caractéristiques
Ce cratère fait 245 km de diamètre.

## Cratères satellites
Par convention, les cratères satellites sont identifiés sur les cartes lunaires en plaçant la lettre sur le côté du point central du cratère qui est le plus proche de Leibnitz.
| Von Kármán | Latitude | Longitude | Diamètre |
| ---------- | -------- | --------- | -------- |
| R          | 39.3° S  | 176.3° E  | 19 km    |
| S          | 39.6° S  | 171.8° E  | 28 km    |
| X          | 36.5° S  | 177.3° E  | 19 km    |